# Sandrail
Le sandrail est un type de véhicule léger tout-terrain, semblable au buggy dans sa conception, et typiquement américain.

## Description
Le sandrail est constitué d'un châssis, d'une carrosserie ouverte (en polyester, en tubes d'acier...) et de jantes et pneus larges. La différence avec les buggies réside dans les dimensions et la puissance du moteur. On ne trouve presque uniquement ce genre de véhicule qu'aux États-Unis. Ainsi, bien souvent, ils sont équipés de V8, une motorisation très répandue sur le marché nord-américain. Ils sont beaucoup plus gros que les buggies que l'on peut trouver sur le marché européen. Ils disposent de pneus arrière larges à grosses rainures, pour accrocher au maximum sur le sable, et de pneus fins à l'avant. La structure est bien souvent en tubes d'acier. Ils peuvent être à 2 ou 4 places.

## Utilisation militaire
Des dérivés sont utilisés par l'armée américaine, notamment par les SEAL. Ces versions sont équipées de mitrailleuses et d'équipements de communication. Ils sont utilisés comme véhicules rapide de reconnaissance.

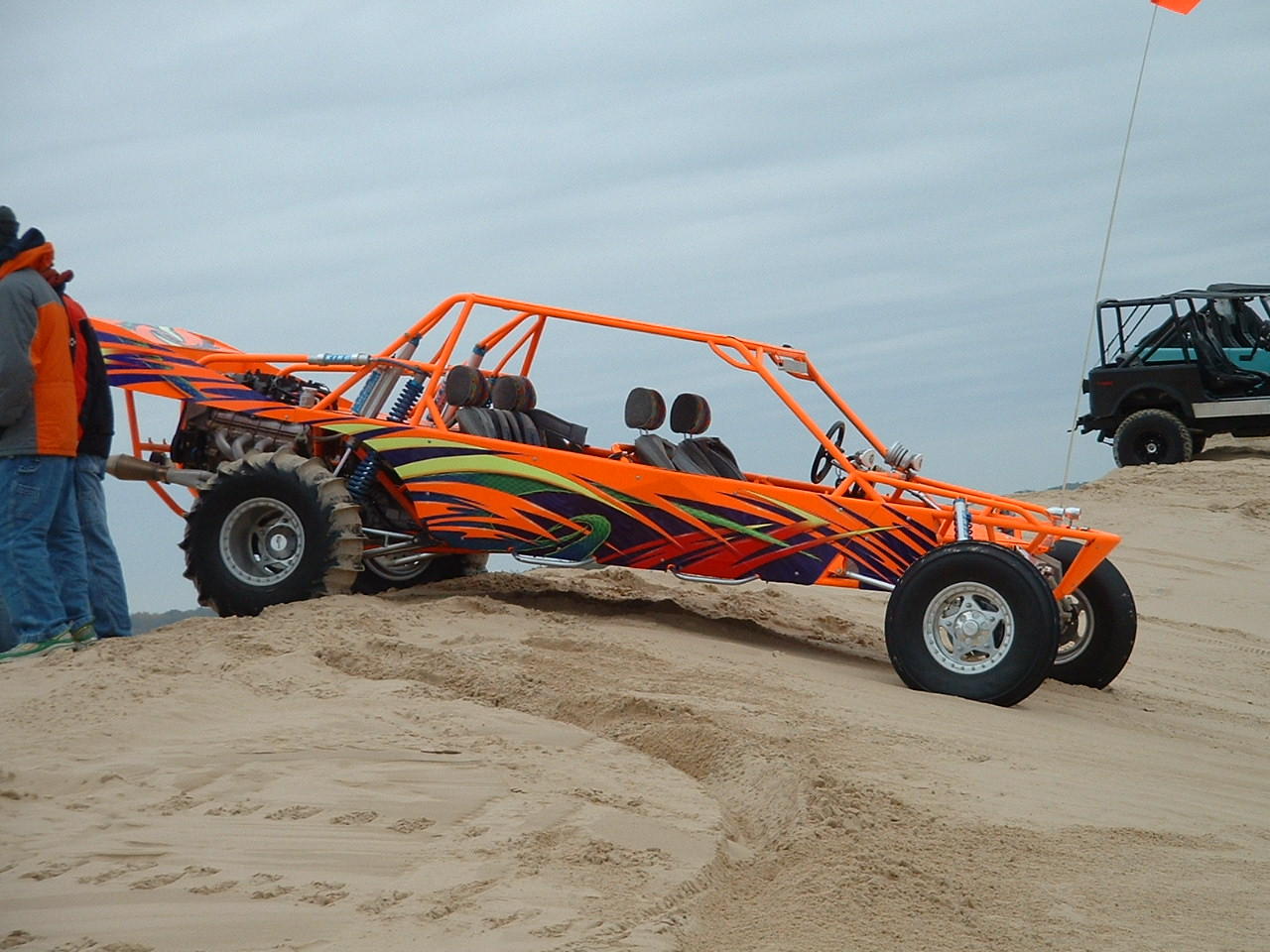
Un sandrail
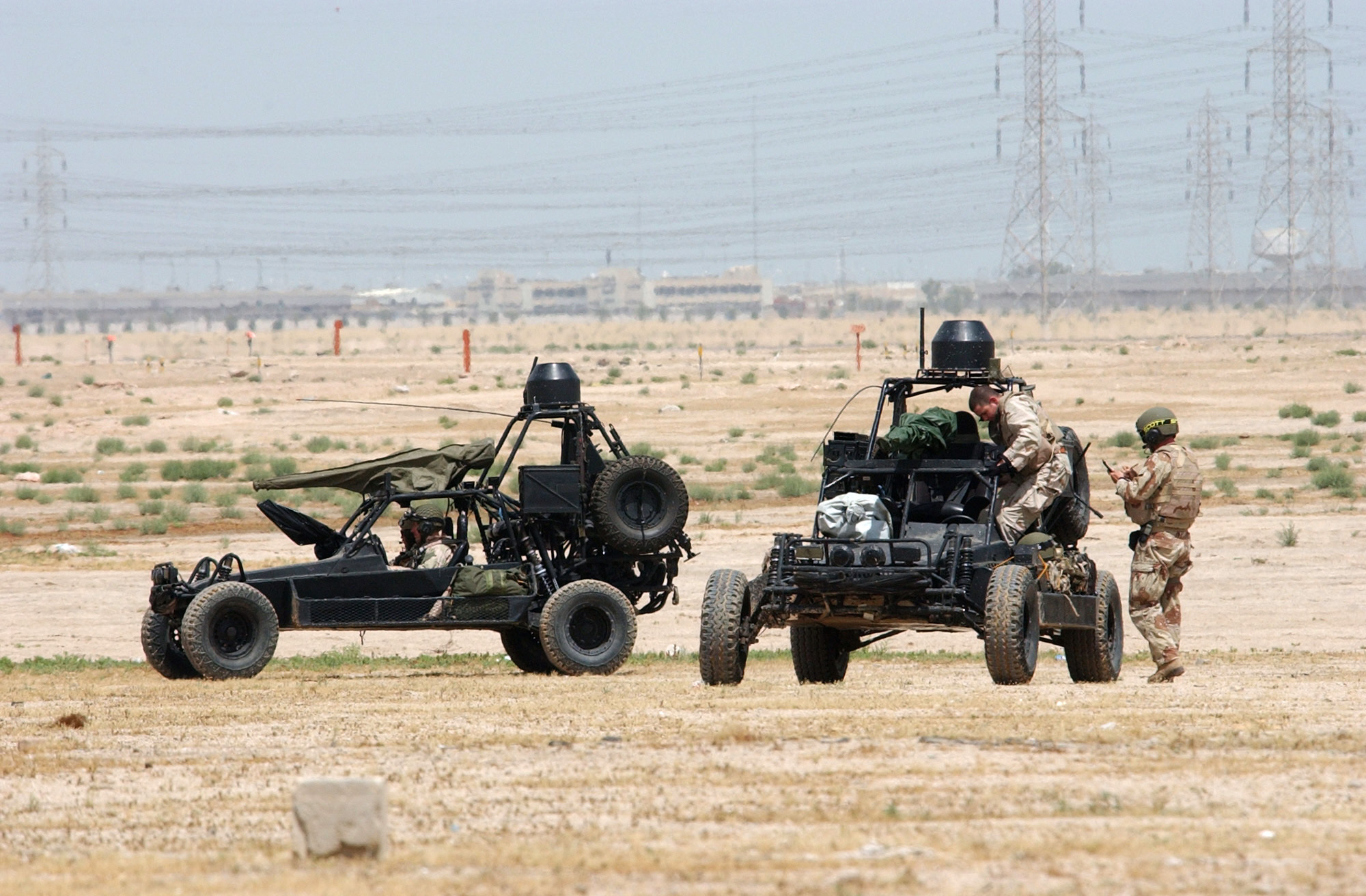
Des DPV (Desert Patrol Vehicles) utilisés par les SEAL